# Réserve naturelle de Saihan Wula
La réserve naturelle de Saihan Wula est une réserve de biosphère située dans la région autonome de Mongolie-Intérieure en Chine.